# المدرسة المجتمعية في إنجلترا وويلز
المدرسة المجتمعية في إنجلترا وويلز هي نوع من المدارس التي تمولها الدولة وفيها تُوظِف هيئة التعليم المحلية (LEA) المدرسين، وتكون هذه الهيئة مسؤولة عن القبول في المدرسة وتمتلك منشآت المدرسة.
في منتصف القرن التاسع عشر، اشتملت المشاركة الحكومية في التعليم المدرسي على منح سنوية للـجمعية الوطنية لتشجيع التعليم الديني والجمعية المدرسية البريطانية والخارجية لدعم "المدراس القائمة على التطوع"، التي كانوا يديرونها، ويقومون بعمليات تفتيش على هذه المدارس.
فرض قانون التعليم الابتدائي لعام 1870 معايير أكثر صرامة على المدارس، ونص على إنشاء مجالس تعليمية منتخبة محليًا في الأحياء والأبرشيات في جميع أنحاء إنجلترا وويلز، مفوضة بإنشاء مجلس تعليمي للمستوى الابتدائي حيث كان الاعتماد التطوعي غير كافٍ.
واختار عدد من المدارس القائمة على التطوع، لا سيما الجمعية المدرسية البريطانية والخارجية، اختارت أن يصبح لها مجلس تعليمي.
وكان الآباء لا يزالون مطالبين بدفع المصاريف، على الرغم من أن المجلس كان يدفع مصاريف الطلاب الأكثر فقرًا .
ألغى قانون التعليم لعام 1902 المجالس التعليمية، محولاً مهامها إلى المقاطعات والأقسام الإدارية بوصفها سلطات تعليم محلية.
وتمت إعادة تسمية مجالس التعليم باسم مدارس المقاطعة.
وأدخل القانون أيضًا المدارس الثانوية بالمقاطعة، التي توسعت بدرجة كبيرة أثناء القرن العشرين.
أعيدت تسمية المدارس بالمدارس المجتمعية في قانون المعايير وإطار العمل المدرسي لعام 1998.
وفي عام 2008 بلغت نسبة المدارس الابتدائية والثانوية القائمة على التمويل الحكومي في إنجلترا التي تحولت إلى مدارس مجتمعية 61% .